# Subwar 2050
Subwar 2050 est un jeu vidéo de simulation de sous-marin développé par Particle Systems et édité par MicroProse, sorti en 1993 sur DOS, Windows, Amiga et Amiga CD32.
Il est suivi en 1994 par une extension pour DOS intitulée Subwar 2050: The Plot Deepens.

## Accueil
- Tilt : 89 %[1]